# 慶野茂
慶野 茂（けいの しげる）は、元アマチュア野球選手（投手、内野手）。

## 来歴・人物
甲府工業高校でエースとして活躍し、1969年秋の関東大会では千葉商業高校と対戦し、延長18回の末引き分け、再試合で敗退し甲子園出場を逃した。1971年の夏の甲子園山梨大会の準々決勝で塩山商を相手に山梨県初の完全試合を達成した。同校は吉田高校とともに夏の甲子園予選西関東大会に進出するが、その大会の準決勝で埼玉県の熊谷商業高校に敗れ、甲子園への出場を果たすことができなかった。
その年のドラフト会議で南海ホークスから8位指名を受けたが入団を拒否し、電電関東に入社した。
電電関東では、1974年の都市対抗野球で一塁手として出場し、翌年の都市対抗野球では2回戦に大会20号の先制2ランを放つなどチームの優勝に貢献した。
現役引退後は、地元の山梨県南アルプス市に戻り、中学生のチームの南アルプスシニアの監督を務めた。